# Ötforintos érme
Az ötforintos a legkisebb jelenleg is forgalomban lévő magyar érme, melynek átmérője 21,0 mm, súlya pedig 3,2 g.

## Minták
A jelenleg is használt érmét először 1992-ben verték, majd a következő évben került forgalomba. Előlapját Kósa István, névértékes hátlapját Bartos István tervezte.
Az MNB 2021-ben, a forint bevezetésének 75. évfordulója alkalmából a FORINT szó betűit ábrázoló ötforintos érméket helyezett forgalomba összesen 12 millió példányban, azaz 2-2 milliót betűnként. Az előlapok tervezője Gyuró Mónika.
| Előlap | Hátlap                                  | Szín       | Átmérő  | Súly  | Vastagság | Perem | Anyag                                | Hátlap                   |
| ------ | --------------------------------------- | ---------- | ------- | ----- | --------- | ----- | ------------------------------------ | ------------------------ |
|        |                                         | aranysárga | 21,2 mm | 4,2 g | 1,6 mm    | sima  | Réz 75%, nikkel 4%, cink 21% ötvözet | Nagy kócsag (Ardea alba) |
|        | 75 éves a Forint F betű Az MNB székháza | aranysárga | 21,2 mm | 4,2 g | 1,6 mm    | sima  | Réz 75%, nikkel 4%, cink 21% ötvözet |                          |
|        | 75 éves a Forint O betű Az MNB székháza | aranysárga | 21,2 mm | 4,2 g | 1,6 mm    | sima  | Réz 75%, nikkel 4%, cink 21% ötvözet |                          |
|        | 75 éves a Forint R betű Az MNB székháza | aranysárga | 21,2 mm | 4,2 g | 1,6 mm    | sima  | Réz 75%, nikkel 4%, cink 21% ötvözet |                          |
|        | 75 éves a Forint I betű Az MNB székháza | aranysárga | 21,2 mm | 4,2 g | 1,6 mm    | sima  | Réz 75%, nikkel 4%, cink 21% ötvözet |                          |
|        | 75 éves a Forint N betű Az MNB székháza | aranysárga | 21,2 mm | 4,2 g | 1,6 mm    | sima  | Réz 75%, nikkel 4%, cink 21% ötvözet |                          |
|        | 75 éves a Forint T betű Az MNB székháza | aranysárga | 21,2 mm | 4,2 g | 1,6 mm    | sima  | Réz 75%, nikkel 4%, cink 21% ötvözet |                          |

## Verési darabszám
Az alábbi táblázat az évente vert ötforintosok mennyiségét mutatja. (Az adatok nem tartalmazzák a Proof (tükörveret) minőségű érméket.)
| Év    | Darab       |
| ----- | ----------- |
| 1992  | 1 145 000   |
| 1993  | 37 180 000  |
| 1994  | 53 615 000  |
| 1995  | 24 670 000  |
| 1996  | 6 010 000   |
| 1997  | 20 007 000  |
| 1998s | 7 000       |
| 1999  | 25 000 000  |
| 2000  | 30 000 000  |
| 2001  | 18 000 000  |
| 2002  | 11 000 000  |
| 2003  | 15 000 000  |
| 2004  | 40 000 000  |
| 2005  | 16 000 000  |
| 2006  | 21 000 000  |
| 2007  | 33 000 000  |
| 2008  | 34 030 000  |
| 2009  | 5 987 000   |
| 2010  | 45 023 000  |
| 2011s | 8 000       |
| 2012  | 10 068 000  |
| 2013  | 25 017 000  |
| 2014  | 15 017 000  |
| 2015  | 46 017 000  |
| 2016  | 28 012 000  |
| 2017  | 35 014 000  |
| 2018  | 45 012 000  |
| 2019  | 48 008 000  |
| 2020  | 38 012 000  |
| 2021  | 36 000 000  |
| 2022  | 48 000 000  |
| Össz. | 810 859 000 |

sCsak szettekben, gyűjtőknek adták ki.

## Ritkaság
Az ötforintos érmék a leggyakoribb magyar érmék. Az MNB szerint 2022. decemberében 788,2 millió ilyen érme volt forgalomban, ez az összes érmének a 33,48%-a, és egy 87%-os növekedés 2012 decembere óta. Ezen érmék összértéke 3,94 milliárd forint, ami a jelenleg forgalomban lévő érmék összértékének csupán 4,37%-a.